# Ignacio Apolo
Ignacio Apolo, född 1969, är en argentinsk dramatiker och romanförfattare.

## Biografi
Ignacio Apolo har en examen i litteraturvetenskap från Universidad de Buenos Aires och har gått dramatikerlinjen vid Escuela Municipal de Arte Dramático i Buenos Aires 1992-1994. Hans debutroman Memoria Falsa från 1996 blev prisbelönt och han har också vunnit flera inhemska priser för sin dramatik. Förutom i Argentina har hans dramatik spelats i Storbritannien, Spanien och Mexiko. 2004 deltog han i Royal Court Theatres program ""International residency for emerging playwrights" i London. Vid sidan av skrivandet undervisar han i drama vid sina gamla utbildningar Escuela Metropolitana de Arte Dramático och vid Universidad de Buenos Aires. 2007 satte Riksteatern upp barnpjäsen Dubbelnelson i översättning av Sofia von Malmborg och regi av Natalie Ringler. För den pjäsen tilldelades han ett barnteaterpris i Spanien.